# Shinichi Muto
Shinichi Muto (født 2. april 1973) er en tidligere japansk fodboldspiller.
Han har spillet for flere forskellige klubber i sin karriere, herunder JEF United Ichihara og Oita Trinita.